# Patrick López
Patrick López (Tinaco, Cojedes, 17 de marzo de 1978) es un boexeador de Venezuela del peso wélter. Ganó la medalla de oro en Juegos Panamericanos de 2003.

## Resultados Olímpicos
Representó a su país 2 veces consecutivas en los Juegos Olímpicos:
- 2000 Sídney (como peso ligero)

- Ganó a Norman Schuster (Alemania) 24-10
- Perdió con Alexandr Maletin (Rusia) RSC 3

- 2004 Atenas (como peso ligero)

- Perdió con Michele di Rocco (Italia) 30-37

## Récord profesional
| Resultado | Récord | Rival                 | Método | Asalto, Tiempo | Fecha      | Localización                                                        | Título                                             |
| Victoria  | 21-5-0 | Eugenio Lopez         | TKO    | 4,1:15         | 2012-10-27 | Parque Naciones Unidas, Caracas, Venezuela                          | Ganó Vacante WBA Fedebol Light Welterweight title. |
| Derrota   | 20-5-0 | Karim Mayfield        | UD     | 10             | 2011-10-01 | Fitzgerald's Casino & Hotel, Tunica, Mississippi, Estados Unidos    | Por vacante WBO NABO Welterweight title.           |
| Derrota   | 20-4-0 | Henry Lundy           | UD     | 10             | 2011-04-01 | Foxwoods Resort, Mashantucket, Connecticut, Estados Unidos          | Por vacante NABF Lightweight title.                |
| Derrota   | 20-3-0 | Tim Coleman           | KO     | 3,2:13         | 2010-10-01 | Chumash Casino, Santa Ynez, California, Estados Unidos              | For USBA Light Welterweight title.                 |
| Victoria  | 20-2-0 | Prenice Brewer        | TKO    | 3,2:38         | 2010-08-06 | UIC Pavilion, Chicago, Illinois, Estados Unidos                     |                                                    |
| Victoria  | 19-2-0 | Cristian Favela       | UD     | 8              | 2010-04-23 | Doubletree Hotel, Ontario, California, Estados Unidos               |                                                    |
| Victoria  | 18-2-0 | John Brown            | UD     | 8              | 2010-01-22 | Doubletree Hotel, Ontario, California, Estados Unidos               |                                                    |
| Victoria  | 17-2-0 | Sergio Rivera         | UD     | 8              | 2009-11-06 | Doubletree Hotel, Ontario, California, Estados Unidos               |                                                    |
| Victoria  | 16-2-0 | Tyler Ziolkowski      | KO     | 1,2:16         | 2009-09-11 | Doubletree Hotel, Ontario, California, Estados Unidos               |                                                    |
| Derrota   | 15-2-0 | Josesito Lopez        | SD     | 8              | 2009-04-17 | Doubletree Hotel, Ontario, California, Estados Unidos               |                                                    |
| Victoria  | 15-1-0 | Jailer Berrio         | UD     | 8              | 2009-02-27 | Doubletree Hotel, Ontario, California, Estados Unidos               |                                                    |
| Victoria  | 14-1-0 | Doel Carrasquillo     | UD     | 6              | 2008-09-05 | Bally's Event Center, Atlantic City, New Jersey, Estados Unidos     |                                                    |
| Victoria  | 13-1-0 | Juaquin Gallardo      | UD     | 10             | 2008-06-13 | Catholic Youth Center, Scranton, Pensilvania, Estados Unidos        |                                                    |
| Victoria  | 12-1-0 | Jonathan Tubbs        | TKO    | 4,2:04         | 2008-02-15 | Showboat Hotel & Casino, Atlantic City, New Jersey, Estados Unidos  |                                                    |
| Derrota   | 11-1-0 | Fernando Angulo       | UD     | 10             | 2007-07-06 | Florida State Fairgrounds Hall, Tampa, Florida, Estados Unidos      |                                                    |
| Victoria  | 11-0-0 | Sebastien Hamel       | RTD    | 2,3:00         | 2007-04-21 | National Guard Armory, Philadelphia, Pensilvania, Estados Unidos    |                                                    |
| Victoria  | 10-0-0 | Jose Badillo          | TKO    | 3,2:24         | 2007-02-17 | Coliseo Juan Sánchez Acevedo, Moca, Puerto Rico                     |                                                    |
| Victoria  | 9-0-0  | Agustín Velez         | TKO    | 6,2:54         | 2006-12-15 | The Castle, Boston, Massachusetts, Estados Unidos                   |                                                    |
| Victoria  | 8-0-0  | Eric Rodríguez        | UD     | 6              | 2006-11-09 | Wachovia Spectrum, Philadelphia, Pensilvania, Estados Unidos        |                                                    |
| Victoria  | 7-0-0  | Armando Córdoba       | UD     | 4              | 2006-06-09 | Tropicana Hotel & Casino, Atlantic City, New Jersey, Estados Unidos |                                                    |
| Victoria  | 6-0-0  | Franchie Torres       | TKO    | 6,1:40         | 2006-03-10 | Civic Center, Kissimmee, Florida, Estados Unidos                    |                                                    |
| Victoria  | 5-0-0  | Christian Lozada      | TKO    | 1,2:46         | 2006-02-24 | Turning Stone Resort & Casino, Verona, New York, Estados Unidos     |                                                    |
| Victoria  | 4-0-0  | Diego Villalba        | TKO    | 3,2:36         | 2005-12-10 | Turning Stone Resort & Casino, Verona, New York, Estados Unidos     |                                                    |
| Victoria  | 3-0-0  | Ahmed Curry           | TKO    | 3,1:48         | 2005-09-24 | Palo Alto Fire Company, Palo Alto, Pensilvania, Estados Unidos      |                                                    |
| Victoria  | 2-0-0  | EdVictoria Mota       | TKO    | 3,2:10         | 2005-03-05 | Estadio Municipal, Coro, Venezuela                                  |                                                    |
| Victoria  | 1-0-0  | José Luis Gil Atencio | KO     | 1              | 2004-12-13 | Centro Recreacional Yesterday, Turmero, Venezuela                   | Debut profesional                                  |

- Datos: Q7147050